# Disraeli (película)
Disraeli es una película estadounidense dirigida por Alfred E. Green en 1929 y basada en la biografía del dirigente británico Benjamin Disraeli.	

## Argumento
El primer ministro británico, Benjamin Disraeli (George Arliss), se enfrenta a la oposición de políticos co-nacionales, el antisemitismo, espías rusos y traidores en su casa y oficina, pero sale airoso en su objetivo: asegurar para Inglaterra los derechos del Canal de Suez.

## Premios
- Disraeli fue nominada a 3 premios Óscar en la gala de 1930. George Arliss ganó el Óscar al mejor actor. Las 2 otras nominaciones fueron para Óscar a la mejor película y al mejor guion.

National Board of Review
| Reconocimiento              | Candidata | Resultado |
| --------------------------- | --------- | --------- |
| Diez mejores filmes del año | Disraeli  | Incluida  |